# 오오타케마루
오오타케마루(大嶽丸)는 이세국과 오미국의 국경에 있는 스즈카산에 살고 있었다고 전해지는 귀신이다. 문헌에 따라서는 귀신마왕, 오오마타마루, 오타케마루 등으로도 기록된다. 산을 검은 구름으로 덮고 폭풍우와 뇌명, 불의 비 등 신통력을 조종했다고 한다.

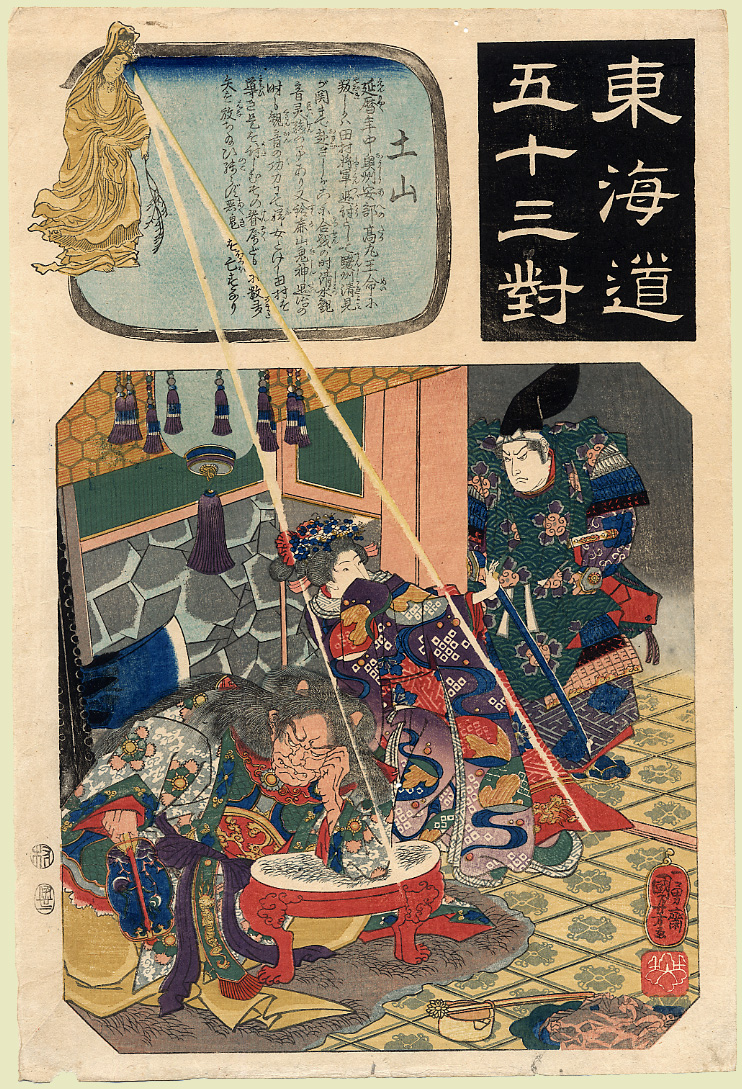

### 내용주
1. ↑  스즈카고개와 그 주변의 산지를 스즈카산이라고 한다.

### 참조주
1. ↑  山口 2014.